# Кертис П-40
Кертис П-40 (енгл. Curtis P-40) амерички ловац из периода Другог свјетског рата. У каснијем периоду рата све је више кориштен као ловац-бомбардер, кад су бољи ловци ушли у наоружање.
Произведено је укупно 12014 за Ратно ваздухопловство Америчке армије, и 1182 „Томахока“ и 3342 „Китихока“ за британско Краљевско ратно ваздухопловство).

## Развој
Развијен је од авиона P-36, којем је звјездасти мотор на ваздушно хлађење замијењен мотором на текуће хлађење.
Иако је снага мотора била слична, боља аеродинамика авиона је подигла брзину за око 10-15%. Многе верзије су израђиване, углавном са Алисон (Allison) моторима али неке (P-40Ф, P-40Л) и са Пакард-Мерлином (Packard-Merlin).

## У борби
У Краљевском ваздухопловству је кориштен у борбама у сјеверној Африци као ловац и ловац-бомбардер, и показао се бољим од раних верзија Хокер харикена. Појава P-40 убрзала је замјену њемачких ловаца Ме-109 Е са Ме-109Ф верзијом.
Нарочито успјешни у нападима на земаљске циљеве, послати су и у Совјетски Савез. На Пацифику су били основни тип ловца до 1943. године, и иако недовољно покретљиви, били су бржи и боље наоружани од већине јапанских ловаца.
У Кини су доживјели славу као авиони којима су управљали амерички добровољци "Летећи тигрови" (Flying Tigers) против Јапанског ратног ваздухопловства.

## Карактеристике
- (Подаци за P-40Н)
- Ловац и ловац-бомбардер
- Посада: Један пилот
- Први лет: 1938.
- Ушао у употребу: 1941.
- Произвођач: Кертис (Curtiss)
- Димензије
- Дужина: 10.16
- Размах: 11.38
- Висина: 3.76
- Површина крила: 21.92
- Масе
- Празан: 	2722
- Оптерећен: 	?
- Максимална полетна маса: 5171
- Погонска група
- Мотор: један, Алисон (Allison) В-1710 снаге 1360 КС (1015 KW) са текућим хлађењем

## Перформансе
- Максимална брзина: 609
- Радијус дејства: 386
- Оперативни плафон: 11580
- Брзина уздизања: до 4570 m за 6.7 мин

## Наоружање
- Стрељачко: 6 митраљеза 12.7 mm Браунинг (Browning)
- Бомбе: до 3 бомбе по 227